# Jamais avant le mariage
Jamais avant le mariage est un film français réalisé par Daniel Ceccaldi, sorti en 1982.

## Synopsis
Roger ne rêve que de journalisme ; Bernard que d'embrasser la carrière des armes. Qu'à cela ne tienne : liés par une indéfectible amitié, le second accepte d'accompagner le premier pour une série de photos sur un circuit automobile. Témoins d'un grave accident, Roger sauve le pilote au péril de sa vie, juste avant l'explosion du véhicule. Tous trois légèrement blessés se retrouvent à l'hôpital où Patrick Le Kermadec, notable « chouan » et oncle du coureur, vient remercier Roger de son acte héroïque. Mais il se trompe de chambre, s'adressant à Bernard, qu'un volumineux bandage rend méconnaissable. Elisabeth, la jeune tante de Roger, se trouve justement à son côté. À une question du notable, elle répond que le jeune blessé (Bernard en l'occurrence) compte devenir officier (ce qui a l'air de ravir le « chouan »). Comprenant bientôt le quiproquo, Elisabeth va pousser Roger à « faire ses classes » et ce d'autant que Kermadec semble tout prêt à les aider, manifestement attiré par le charme de la jeune femme qu'il invite dans sa propriété avec Roger et son jeune frère. Mais Roger est déjà parti en Bretagne où il va faire inopinément connaissance de la belle Sylvie... qui s'avérera être la nièce de Le Kermadec. Après bien des aventures, l'amour triomphera.

## Fiche technique
- Titre : Jamais avant le mariage
- Réalisation : Daniel Ceccaldi (cons. tech. : Pierre Cosson)
- Assistants réalisateur : Marc Rivière et Étienne Dhaene
- Scénario et dialogues : Marcel Jullian, d'après une idée de Marcel Dassault
- Photographie : Edmond Séchan
- Montage : Robert et Monique Isnardon
- Musique : Vladimir Cosma. Chanson "Break o'day" interprétée par Réginald
- Son : Alain Sempé
- Décors : Pierre Guffroy
- Cascades : Rémy Julienne
- Production : Marcel Dassault, Alain Poiré (producteur délégué)
- Directeur de production : Marc Goldstaub et Roger Morand
- Pays d'origine :  France
- Langue : Français
- Genre : Comédie
- Durée : 105 minutes
- Date de sortie : France : 1er septembre 1982

## Distribution
- Mireille Darc : Élisabeth
- Jean-Pierre Marielle : Patrick Le Kermadec
- Régis Musset : Roger Perruchard
- Alain Rocca : Bernard
- Paul Le Person : Raymond
- Torun Johanson : Sylvie
- Marco Perrin : le commandant
- Lionel Melet : Georges
- Robert Dalban : Marcel
- Alain Doutey : le 'vorace'
- Jean-Pierre Darras : le préfet
- Axelle Abbadie
- Jean-Marie Fertey
- Jeffrey Kime : John Callaghan
- Corinne Lahaye : Alice Vertigo
- Jacques Lalande : le professeur
- Bruno Du Louvat
- Nicole Dubois
- Maurice Ducasse
- Arnaud-Didier Fuchs
- Bernard Musson
- Marc-Henri Perrin
- Yves Thuillier
- Isabelle Le Fur

## Autour du film
- Parmi les lieux de tournage, la salle des mariages de la Mairie de Montmorency.